# DKNY
DKNY (Donna Karan International Inc.) — дом моды в Нью-Йорке, специализирующийся на модных товарах для мужчин и женщин, основанный в 1984 году Донной Каран.

## История
Прежде чем создать свой собственный дом моды, Донна Каран 15 лет проработала у дизайнера Анне Кляйн, в том числе 10 в качестве главного дизайнера. В 1984 году компания Takihyo LLC, владевшая брендом Anne Klein, предоставила возможность Каран и её ныне покойному мужу Стефану Вайсу начать собственный бизнес. В 1996 году дом моды стал публичной компанией на NYSE.
Основной лейбл Донны Каран Donna Karan New York, также известный как Donna Karan Collection, дебютировал осенью 1985 года с женской коллекцией Seven Easy Pieces, в которой «несколько сменных предметов работают вместе, чтобы создать целый гардероб, который идёт со дня на вечер, от недели до выходных, от сезона к сезону». В июле 1991 года Донна Каран выпустила свою первую мужскую коллекцию.
В 1989 году, вдохновлённая дочерью Габи, Донна Каран основала бренд DKNY как более молодую и более доступную диффузную линию, которая будет работать вместе с её прежним лейблом Donna Karan New York. Со временем от оригинальной марки DKNY отделились ряд лейблов и брендов, включая DKNY Jeans, DKNY Active, DKNY Underwear, DKNY Juniors, DKNY Kids, DKNY Pure. DKNY Men, выпущенный в 1992 году, состоит из индивидуальных костюмов, одежды, официальной, повседневной и спортивной одежды и обуви.
Коллекция Donna Karan Beauty, специализирующаяся на ароматах, была выпущена в 1992 году. В 2001 году была представлена коллекция Donna Karan Home, в которую входят традиционные роскошные постельные принадлежности и аксессуары, а также DKNY Home, в которой есть более современные и модные вещи.
Лицом DKNY нескольких сезонов была Кара Делевинь.
В 2001 году дом моды DKNY был куплен французской корпорацией Louis Vuitton Moet Hennessy (LVMH). В 2015 году Донна Каран оставила должность главного дизайнера DKNY, чтобы сосредоточиться на своей марке Urban Zen и одноимённой благотворительной организации. [6] В 2016 году LVMH продала Donna Karan International с брендами Donna Karan и DKNY компании G-III Apparel Group за 650 миллионов долларов. G-III, базирующаяся в Нью-Йорке, является производителем и дистрибьютором одежды и аксессуаров под собственными брендами, лицензированными брендами и брендами частных марок.

## Магазины
Свои первые магазины дом моды открыл в Лондоне в 1997 году и в Нью-Йорке в 1999 году. Штаб-квартира DKNY находится в Нью-Йорк на 550 Seventh Avenue в Манхэттене. В настоящее время в мире насчитывается семьдесят магазинов Donna Karan и DKNY, в том числе двадцать в Китае, включая Гонконг и Шанхай, два магазина в Канаде, включая Ванкувер и Монреаль, четыре в Дубае, а также два магазина в Дохе. DKNY также открыл несколько магазинов в Дании.
С 2005 года Донна Каран предлагала онлайн-магазин DKNY и связанных линий на веб-сайте лейбла
Kuwait openinga .

## Конфликт
В 2013 году DKNY оказался втянутым в конфликт, признав, что без разрешения использовал в одном из своих магазинов фотографии уличного фотографа из Нью-Йорка Брэндона Стэнтона, автора известного фотоблога Humans of New York (HONY). После того, как Стэнтон узнал об использовании своей фотографии, он публично попросил DKNY пожертвовать $ 100 000 YMCA для помощи в её летних программах. Став объектом сильной критики в социальных сетях дом моды DKNY извинился и пожертвовал 25 000 долларов YMCA.